# Freedara
× Freedara, (abreviado Frda) en el comercio, es un híbrido intergenérico entre los géneros de orquídeas Ascoglossum × Renanthera × Vandopsis. Fue publicado en Orchid Rev.  85(1014, cppo): 8 (1977).